# William Fox (producteur)
Pour les articles homonymes, voir William Fox et Fox.
Dans le nom hongrois Fuchs Vilmos, le nom de famille précède le prénom, mais cet article utilise l’ordre habituel en français Vilmos Fuchs, où le prénom précède le nom.
William Fox, né Vilmos Fuchs le 1er janvier 1879 à Tolcsva, mort le 8 mai 1952 à New York, est le fondateur de la Fox Film Corporation (créée en 1915), désormais connue en tant que Twentieth Century Fox.

## Biographie
William Fox est né Fuchs Vilmos de parents juifs, Michael Fried, machiniste et Anna Fuchs, à Tolcsva, en Hongrie, alors en Autriche-Hongrie. Il arrive aux États-Unis à tout juste 9 mois, où son nom est anglicisé en William Fox. Il exerce divers petits boulots dès l'âge de 8 ans et quitte l'école pour aider ses parents à l'âge de onze ans. En 1900, il monte une petite entreprise de confection de vêtements qu'il revend en 1904 pour acheter son premier Nickelodeon pour 1 600 dollars. En 1913, afin d'augmenter ses marges bénéficiaires, il crée deux sociétés, la firme de distribution indépendante Greater New York Film Rental, et la compagnie de production Fox Office Attractions Company. En 1915, il fusionne ses deux sociétés pour fonder la Fox Film Corporation, futur 20th Century Fox. Il administre bientôt une chaîne de 1 200 salles et produit plus de 50 films par année. Il est à l'origine de l'introduction de l'orgue dans les salles de cinéma. On lui doit également la star Theda Bara. Il est un des premiers à équiper les salles d'un système de sonorisation.
Des déboires, le Krach de 1929, la conversion au cinéma parlant, les lois antitrust (en raison de sa prise de contrôle de la compagnie Metro-Goldwyn-Mayer) et un accident de voiture le mettent en sérieuses difficultés financières. Cherchant à éviter la faillite, il commet un parjure en 1936 lors de ses audiences. Il est condamné à six mois de prison à l'issue desquelles il abandonne le cinéma et cède les rênes de sa compagnie qui sera fusionnée avec Twentieth Century Pictures pour former la 20th Century-Fox.
Williman Fox n'était pas le père de Virginia Fox. La confusion a surgi au moment de la création de la 20th Century-Fox par Darryl F. Zanuck qui était marié à l'actrice. On a alors cru un favoristisme du père envers son gendre.
William Fox meurt à New York en 1952 à l'âge de 73 ans.

## Filmographie partielle
- 1915 : Regeneration de Raoul Walsh
- 1917 : Cléopâtre de J. Gordon Edwards
- 1917 : The Silent Lie de Raoul Walsh
- 1917 : Aladin (Aladdin and the Wonderful Lamp)
- 1918 : Salomé de J. Gordon Edwards
- 1918 : The Woman Who Gave de Kenean Buel
- 1918 : Swat the Spy d'Arvid E. Gillstrom
- 1919 : Un nid de serpents (Treat 'Em Rough) de Lynn Reynolds
- 1919 : Le Soupçon (The Girl with No Regrets) de Harry F. Millarde
- 1919 : Miss Adventure de Lynn Reynolds
- 1920 : Bride 13 de Richard Stanton
- 1920 : The Texan de Lynn Reynolds
- 1920 : Flame of Youth de Howard M. Mitchell
- 1921 : The Road Demon  de Lynn Reynolds
- 1921 : L'Intrépide Héritière (Know Your Men) de Charles Giblyn
- 1921 : The Big Town Round-Up de Lynn Reynolds
- 1921 : The Night Horsemen de Lynn Reynolds
- 1921 : Amour de sauvage (A Virgin Paradise) de J. Searle Dawley
- 1921 : Trailin' de Lynn Reynolds
- 1921 : La Reine de Saba (Queen of Sheba) de J. Gordon Edwards
- 1921 : Des pas dans les ténèbres (Footfalls) de Charles J. Brabin
- 1922 : L'Aigle (Sky High) de Lynn Reynolds
- 1922 : Up and Going de Lynn Reynolds
- 1922 : La Manière forte (For Big Stakes) de Lynn Reynolds
- 1922 : Any Wife d'Herbert Brenon
- 1922 : Centaure (Just Tony) de Lynn Reynolds
- 1922 : Tom Mix in Arabia de Lynn Reynolds
- 1923 : Brass Commandments de Lynn Reynolds
- 1924 : Les Cœurs de chêne (Hearts of Oak) de John Ford
- 1924 : The Last of the Duanes de Lynn Reynolds
- 1924 : The Deadwood Coach de Lynn Reynolds
- 1925 : La Fille de Négofol (Kentucky Pride) de John Ford
- 1925 : Tom le vengeur (Riders of the Purple Sage) de Lynn Reynolds
- 1925 : Le Secret de l'abîme (The Rainbow Trail) de Lynn Reynolds
- 1925 : La Merveilleuse Aventure (Marriage in Transit) de Roy William Neill
- 1925 : Le Réprouvé (Durand of the Bad Lands) de Lynn Reynolds
- 1926 : La Chevauchée de la mort (The Johnstown Flood) d'Irving Cummings
- 1926 : Le Diable par la queue (Early to Wed) de Frank Borzage
- 1927 : L'Aurore (Sunrise) de F.W. Murnau
- 1927 : Non ! Pas possible ? (Is Zat So?) de Alfred E. Green
- 1927 : Very Confidential de James Tinling
- 1928 : Une fille dans chaque port de Howard Hawks
- 1928 : Dressed to Kill d'Irving Cummings
- 1928 : Soft Living de James Tinling
- 1928 : L'Ange de la rue de Frank Borzage
- 1928 : Don't Marry de James Tinling
- 1928 : Après la rafle (Romance of the Underworld) d'Irving Cummings
- 1928 : L'Insoumise (Fazil) de Howard Hawks
- 1928 : Martini dry de Harry d'Abbadie d'Arrast
- 1929 : Sa vie m'appartient (True Heaven) de James Tinling
- 1929 : L'Isolé (Lucky Star) de Frank Borzage
- 1929 : La Femme au corbeau (The River) de Frank Borzage
- 1929 : Ils voulaient voir Paris (They Had to See Paris) de Frank Borzage
- 1929 : L'amour dispose (The Exalted Flapper) de James Tinling
- 1929 : L'Affaire Manderson de Howard Hawks
- 1930 : L'Intruse (City Girl) de F.W. Murnau
- 1930 : Le Prix d'un baiser (One Mad Kiss) de Marcel Silver et James Tinling
- 1931 : Don't Bet on Women de William K. Howard